# Ezra Butler
Ezra Butler, född 24 september 1763 i Lancaster, Massachusetts, död 12 juli 1838 i Waterbury, Vermont, var en amerikansk politiker.
Butler var ledamot av USA:s representanthus 1813–1815. Han var guvernör i Vermont 1826–1828.
Butler var verksam som jordbrukare i Claremont, New Hampshire och deltog i amerikanska revolutionskriget. Han studerade sedan juridik och inledde 1786 sin karriär som advokat i Republiken Vermont. Han tjänstgjorde senare som domare i delstaten Vermont.
Demokrat-republikanen Butler blev invald i representanthuset i kongressvalet 1812. Han återvände till sin domarbefattning efter en mandatperiod i representanthuset. Han bytte parti till Nationalrepublikanska partiet och efterträdde 1826 Cornelius P. Van Ness som guvernör. Han efterträddes 1828 av Samuel C. Crafts.
Butler var baptist. Han gravsattes på Hope Cemetery i Waterbury.